# Biennale w Bukareszcie
Biennale w Bukareszcie to organizowana cyklicznie, co dwa lata, impreza artystyczna, gdzie przedstawiane są dzieła sztuki współczesnej. Biennale odbyło się po raz pierwszy w roku 2005, następnie w roku 2006; kolejną edycję zaplanowano na rok 2008 i odtąd wydarzenie ma być organizowane co dwa lata. Wystawa organizowana jest przy współpracy rumuńskiego Ministerstwa Kultury, organizacji artystów fotografików, organizacji pozarządowych oraz prywatnych sponsorów.
W 2006 r. kuratorem wystawy był rumuński krytyk sztuki Zsolt Petranyi. Zorganizowano szereg imprez kulturalnych w różnych częściach Bukaresztu, m.in. w Narodowym Muzeum Geologicznym, Narodowym Muzeum Literatury, Narodowym Centrum Tańca oraz bukareszteńskim Ogrodzie Botanicznym i parku Herăstrău. Ogółem wystawiono prace 18 artystów z Rumunii i innych krajów świata.